# Gaultheria salicifolia
Gaultheria salicifolia là một loài thực vật có hoa trong họ Thạch nam. Loài này được Phil. mô tả khoa học đầu tiên năm 1894.